# Calyptothecium subhumile
Calyptothecium subhumile är en bladmossart som beskrevs av Brotherus 1904. Calyptothecium subhumile ingår i släktet Calyptothecium och familjen Pterobryaceae. Inga underarter finns listade i Catalogue of Life.